# Enamorada
Pour plus de détails, voir Fiche technique et Distribution.
Enamorada est un film mexicain réalisé par Emilio Fernández et sorti en 1946.
En juillet 1994, le film est sélectionné en 12e position dans la liste établie par la revue Somos des 100 meilleurs films mexicains de tous les temps.

## Synopsis
Au cours de la Révolution mexicaine, les troupes du général Reyes occupent la ville de Cholula, dans l'État de Puebla. Les armées révolutionnaires confisquent les biens de la bourgeoisie locale. Le riche don Carlos de Peñafiel est arrêté. Mais, Reyes croise, au cours d'une promenade dans la ville, la fille de Peñafiel, Beatriz, et en tombe follement amoureux...

## Fiche technique
- Titre : Enamorada
- Réalisation : Emilio Fernández
- Scénario : Emilio Fernández, Iñigo de Martino et Benito Alazraki (non crédité)
- Photographie : Gabriel Figueroa - Noir et blanc 35 mm
- Musique : Eduardo Hernández Moncada
- Production : Benito Alazraki pour Panamerican Films S.A.
- Pays d'origine :  Mexique
- Langue originale : Espagnol
- Genre : Drame, romance et guerre
- Durée : 99 minutes
- Dates de sortie : 25 décembre 1946 à Mexico ; 29 août 1947 en France

## Distribution
- María Félix : Beatriz Peñafiel
- Pedro Armendáriz : le général José Juan Reyes
- Fernando Fernández : le prêtre Rafael Sierra
- Eduardo Arozamena : le major Joaquin Gómez
- Miguel Inclán : le capitaine Bocanegra
- Manuel Dónde : Fidel Bernal

## Commentaire
- Aux côtés de Pedro Armendáriz, Emilio Fernández choisit, cette fois-là, María Félix et non Dolores del Río. Pour incarner Beatriz, il lui fallait une femme au caractère fort et indépendant. María Félix, à ses débuts, avait déjà incarné de tels rôles : elle fut donc préférée. Toutefois, Beatriz n'est pas qu'orgueilleuse, « Fernández insiste aussi sur sa pureté : à plusieurs occasions, la caméra - contrastée et limpide - de Gabriel Figueroa - encadre son visage sur le fond baroque de l'église, avec ses cheveux cachés par une mantille. »[2]